# Nikolai Michailowitsch Suetin

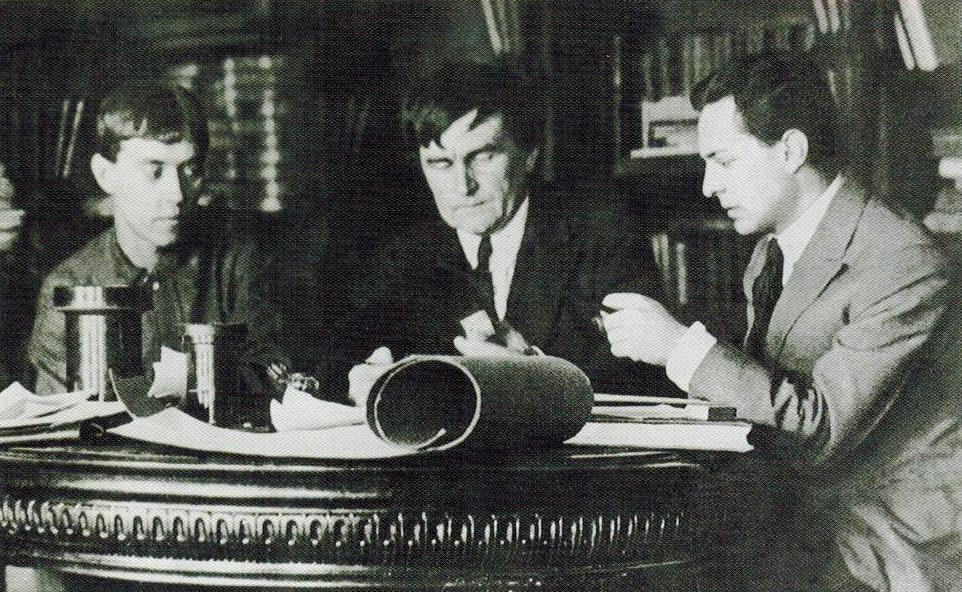
V.l.n.r Nikolai Suetin, Kasimir Malewitsch, Ilja Tschaschnik, 1923 in Petrograd.

Nikolai Michailowitsch Suetin (russisch Никола́й Миха́йлович Суе́тин; wiss. Transliteration Nikoláj Michájlovič Suétin; geboren 25. Oktoberjul. / 6. November 1897greg. in Mjatlewo; † 22. Januar 1954 in Leningrad) war ein russisch-sowjetischer Künstler des Suprematismus. Er arbeitete als Maler, Grafiker, Designer, Buchillustrator und Porzellanmaler.

## Leben
Nikolai Suetin wurde am 25. Oktoberjul. / 6. November 1897greg. in Mjatlewo bei Kaluga geboren.
Suetins Interesse für das Zeichnen begann während seines Studiums an einer Militärschule. Seine bevorzugten Künstler zu dieser Zeit waren Michail Wrubel und Mikalojus Čiurlionis. Er trat zu Beginn des Ersten Weltkrieges in die Armee ein.

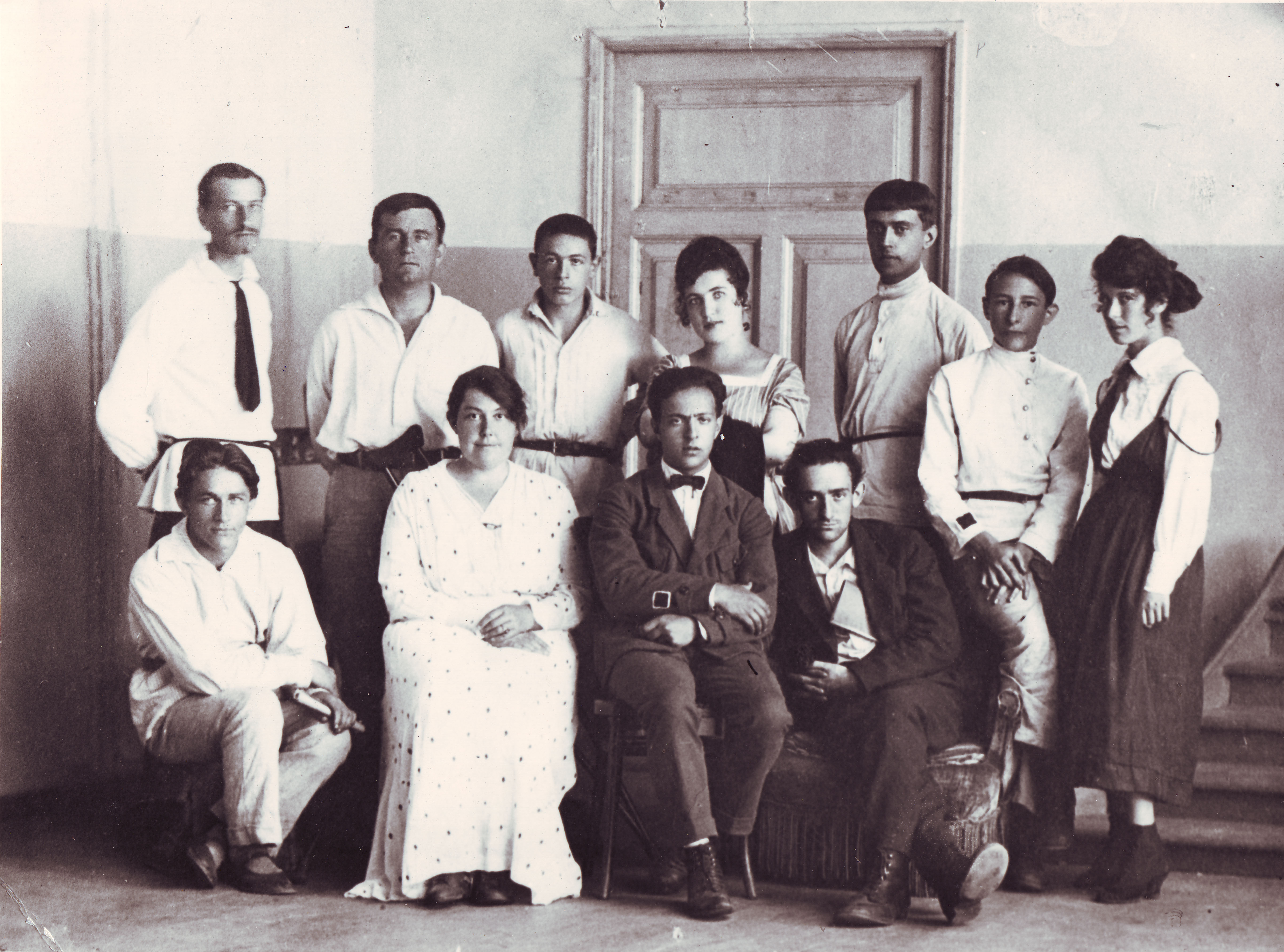
Die UNOWIS 1922. Suetin: obere Reihe, dritter v.r.

Suetin studierte ab 1918 in Witebsk Kunst. Anfang 1919 traf er Iwan Puni, im November 1919 Kasimir Malewitsch. Im Jahr 1920 war er Gründungsmitglied der UNOWIS. In dieser Zeit schuf er eine Reihe von Arbeiten, die den Übergang vom Kubismus zum Suprematismus analysieren. Er entwarf mit anderen Künstlern Festdekorationen in Witebsk und entwarf Schilder, Dekorationen für Cafés, Schaufenster und Rednertribünen. Nach dem Ende seines Studiums ging er 1922 mit Malewitsch nach Petrograd. Ende 1922 begann er als Porzellanmaler für die Staatliche Porzellanmanufaktur zu arbeiten. 1923–24 stellte er mit der UNOWIS auf der Ausstellung „Petrograder Künstler aller Tendenzen“ aus. Er schuf in dieser Zeit sogenannte „Architektona“ und „Planiten“. 1925 leitete er die „Abteilung für Allgemeine Ideologie“ am GINChUK.
Suetins Porzellanarbeiten wurden auf zahlreichen Ausstellungen gezeigt, beispielsweise auf der Exposition internationale des arts décoratifs et industriels modernes in Paris 1925. 1927–30 arbeitete er am experimentellen Laboratorium des Petrograder Instituts für Kunstgeschichte. Dort beschäftigte er sich mit der Verbindung von Farbe und Architektur. Zusätzlich schuf er Möbel. Einige Entwürfe dieser Zeit sind in Zusammenarbeit mit Ilja Tschaschnik entstanden.

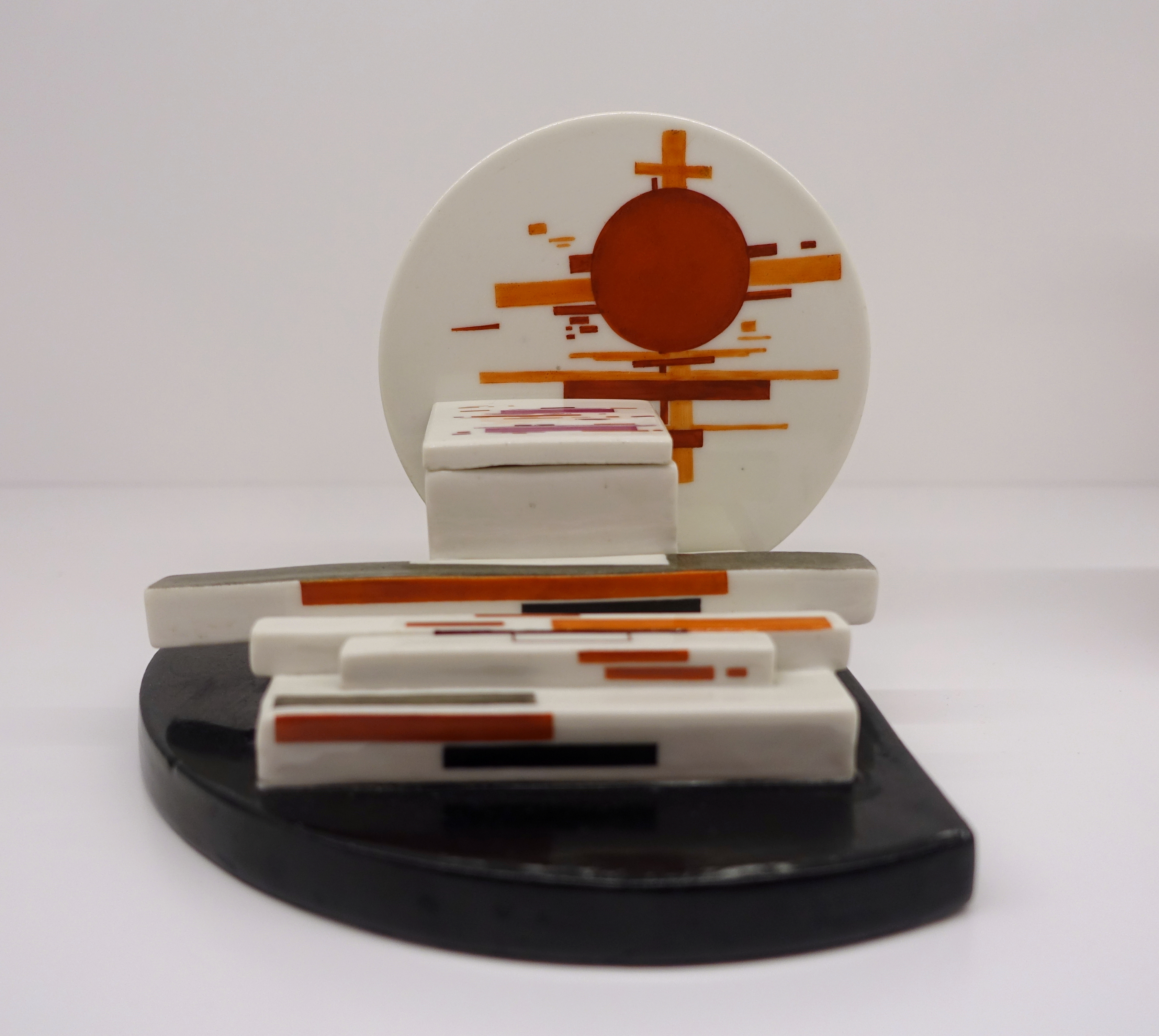
Tischset, Porzellan, 1923.

Ende der 1920er-Jahre heiratete er Anna Leporskaja. Mit ihr arbeitete er in den 1930er- und 1940er-Jahren an verschiedenen Gestaltungen von Ausstellungen zusammen. Ab 1932 war er künstlerischer Leiter der Staatlichen Lomonossow-Porzellanmanufaktur. 1932 stellt er in Leningrad auf der Ausstellung „Künstler der RSFSR in den letzten fünfzehn Jahren“ aus. 1935 entwarf er den Grabstein für Kasimir Malewitsch in Nemtschinowka, der heute nicht mehr existiert.
Bei der Pariser Weltausstellung von 1937 und der Weltausstellung 1939 in New York  gestaltete er den Pavillon der UdSSR. 1941 stellte er in Moskau auf der Gedenkausstellung anlässlich des 100. Geburtstages von Michail Lermontow aus sowie 1944–49 in Leningrad auf der „Die heroische Verteidigung von Leningrad“.
Suetin starb am 22. Januar 1954 in Leningrad.